# フォギー・レイン/恋のハッピー・デート
「フォギー・レイン / 恋のハッピー・デート」（-こいのハッピー・デート）は、1980年11月21日に発売された、石野真子の通算12枚目のシングル。

## 解説
- 自身初の両A面シングル。

- 「恋のハッピー・デート」は、ノーランズの「Gotta Pull Myself Together」のカバー。

- 2008年3月26日に発売された歌手デビュー30周年記念CD-BOX『Mako Pack -Premium- 30th Anniversary Special Edition』に、シングルEPのA・B面曲が共に最新デジタル・リマスタリング音源で収録された。

## 収録曲
1. フォギー・レイン [3:27]
作詞：三浦徳子／作曲・編曲：馬飼野康二
2. 恋のハッピー・デート [3:01]
訳詞：森雪之丞／作曲：B.Findon - M.Myers - B.Puzey／編曲：矢野立美

## カバー
- 堀ちえみ - 2005年9月7日発売のアルバム「80's IDOL SONGS COLLECTION」に収録。

## 関連作品
- GOLDEN☆BEST 石野真子
- Mako Pack -Premium- 30th Anniversary Special Edition
- 80's IDOL SONGS COLLECTION